# Бісмарк (Міссурі)
Бісмарк (англ. Bismarck) — місто (англ. city) в США, в окрузі Сент-Франсуа штату Міссурі. Населення — 1239 осіб (2020).

## Географія
Бісмарк розташований за координатами 37°46′2″ пн. ш. 90°37′21″ зх. д. / 37.76722° пн. ш. 90.62250° зх. д. (37.767339, -90.622489).  За даними Бюро перепису населення США в 2010 році місто мало площу 2,59 км², уся площа — суходіл.

## Демографія
Згідно з переписом 2010 року, у місті мешкало 1546 осіб у 634 домогосподарствах у складі 410 родин. Густота населення становила 597 осіб/км².  Було 723 помешкання (279/км²).
Расовий склад населення:
| - 97,6 % — білих - 0,9 % — корінних американців - 0,3 % — чорних або афроамериканців - 0,1 % — азіатів |

До двох чи більше рас належало 1,0 %. Частка іспаномовних становила 0,6 % від усіх жителів.
За віковим діапазоном населення розподілялося таким чином: 24,5 % — особи молодші 18 років, 61,5 % — особи у віці 18—64 років, 14,0 % — особи у віці 65 років та старші. Медіана віку мешканця становила 37,2 року. На 100 осіб жіночої статі у місті припадало 89,9 чоловіків;  на 100 жінок у віці від 18 років та старших — 89,4 чоловіків також старших 18 років.
Середній дохід на одне домашнє господарство  становив 38 564 долари США (медіана — 32 679), а середній дохід на одну сім'ю — 44 157 доларів (медіана — 37 875). Медіана доходів становила 32 308 доларів для чоловіків та 22 941 долар для жінок. За межею бідності перебувало 22,6 % осіб, у тому числі 32,2 % дітей у віці до 18 років та 18,8 % осіб у віці 65 років та старших.
Цивільне працевлаштоване населення становило 528 осіб. Основні галузі зайнятості: освіта, охорона здоров'я та соціальна допомога — 33,5 %, роздрібна торгівля — 12,5 %, публічна адміністрація — 11,6 %, виробництво — 11,4 %.